# Templo de Mahabodhi
O Templo de Mahabodhi (Templo do Grande Despertar) é um templo Budista localizado em Bodhgaya ou Bodh Gaya, na Índia, o local onde Sidarta Gautama atingiu a iluminação, tornando-se Buda. Bodhgaya fica a 96 km de Patna, no estado de Biar. Próximo ao templo existe um mosteiro, o Bodhimanda Vihara, e cresce a figueira sagrada sob a qual, segundo a tradição, deu-se a iluminação.

## História
De acordo com a tradição, em torno de 530 a.C. Sidarta, então um monge peregrino, chegou às margens do rio Falgu, perto da cidade de Gaya. Ali ele sentou-se em meditação sob uma figueira (Ficus religiosa), que mais tarde veio a ser conhecida como a Árvore Bodhi. Depois de três dias de meditação ininterrupta, Sidarta alcançou a iluminação e o fim de suas buscas. Então o Buda passou as sete semanas seguintes em vários pontos da região, meditando a avaliando sua experiência, e estes locais estão relacionados com o complexo do Templo.
A primeira semana ele passou debaixo da árvore. Na segunda, permaneceu de pé, contemplando ininterruptamente a figueira, no local conhecido como Estupa de Animeslocha (Santuário da Vigília), a leste do templo, onde existe uma estátua com o Buda olhando fixamente a figueira. Depois ele andou entre a árvore e a Estupa de Animeslocha, e em cada pegada sua teria nascido uma flor de lótus. O percurso é conhecido hoje com o nome de Ratenachacarma (Caminho Precioso).
Em torno de 250 a.C. o imperador Budista Açoca visitou Bodegaia com a intenção de estabelecer um mosteiro e um santuário. Ele também marcou o local da iluminação com um edifício chamado Vajrasana (Trono do Diamante).
No período das invasões dos Hunos e dos Islâmicos a região entrou em declínio, mas ressurgiu durante o Império Pala, que apoiava o Budismo, entre o século VIII e XII. Mas depois da extinção da dinastia, com os reis Sena, seguidores do Hinduísmo, iniciou novo período de abandono, acompanhando a redução de influência do Budismo na Índia. No século XVI foi estabelecido um mosteiro hindu nas redondezas, que passou a reivindicar a posse da área do antigo templo.
Em 1880 o então governo inglês da Índia começou a realizar obras de restauro no templo sob a direção de Sir Alexander Cunningham. Pouco depois o líder Budista do Seri Lanca Anagarika Dharmapala lançou uma campanha para que os Budistas pudessem reaver o controle do templo dos Hindus que o estavam administrando, enfrentando a oposição do seu chefe local (mahant). A campanha surtiu efeito apenas em 1949, e parcialmente, quando o controle passou dos Hindus para o governo de Biar, que criou um comitê de administração, que por lei deveria ser de maioria Hindu, sendo nomeado abade do templo Anagarika Munindra, um bengali que fora ativo na Sociedade Mahabodhi.

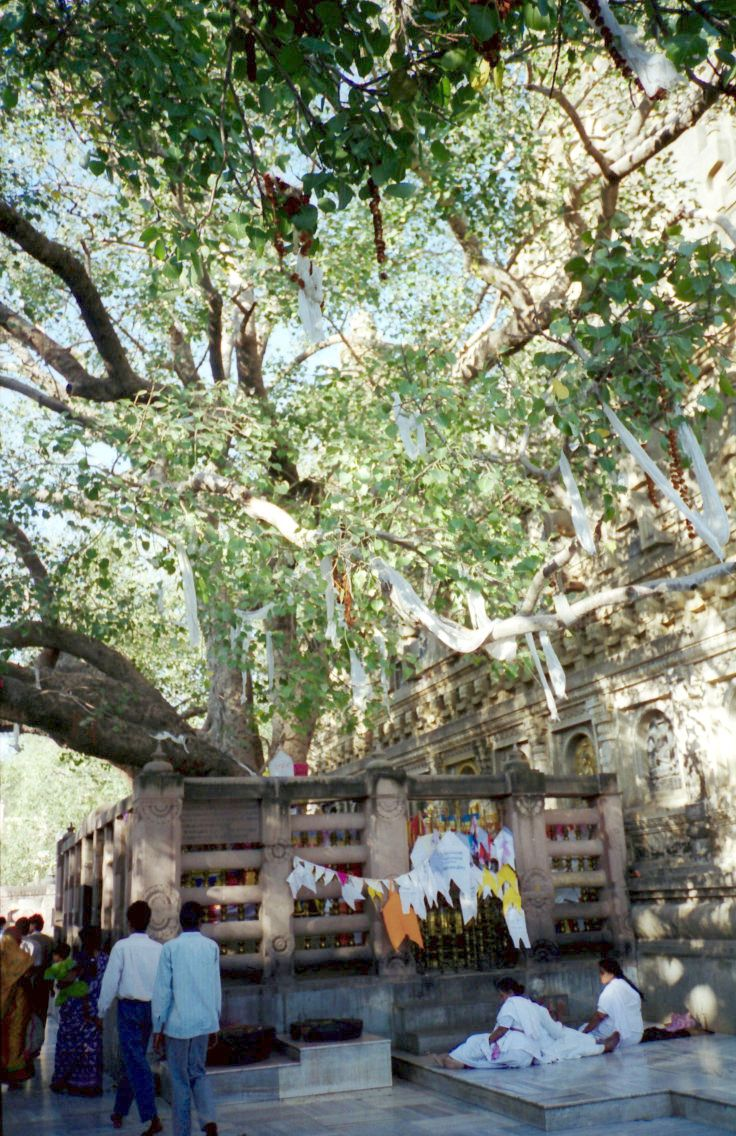
A Árvore Mahabodhi

## Arquitetura
O Templo de Mahabodhi é construído de tijolos, sendo uma das mais antigas estruturas deste tipo na Índia, e influiu enormemente o desenvolvimento posterior da arquitetura religiosa na região. Sua torre central tem 55 m de altura, e é rodeada de 4 outros torreões menores, mas de mesmo estilo. O templo é rodeado de dois tipos de balaustradas de pedra nos quatro lados. Um deles, de arenito, é mais antigo, datando de c. 150 a.C.. O outro, com imagens de deuses hindus como Lakshmi e Surya, é de granito rústico e data do período Gupta (c. 300–600).

## Atualidade
Modernamente o Templo de Mahabodhi é propriedade do estado de Biar, e é administrado por um corpo multinacional, que inclui a participação de membros indianos e outros de países Budistas - Butão, Seri Lanca, Mianmar, Japão, Camboja, Mongólia, Coreia do Sul, Tailândia, Sikkim e um representante do Dalai Lama. Em junho de 2002 o complexo foi declarado Patrimônio Mundial pela UNESCO. Os achados de pesquisas arqueológicas no local são propriedade indiana.

## Ataques de julho de 2013
Na manhã de 7 de julho de 2013, 9 engenhos explosivos de pouca potência rebentaram no complexo do templo, um perto da estátua de Buda e da árvore Mahabodhi, ferindo 5 pessoas. Uma bomba que não explodiu foi encontrara e desativada. Os rebentamentos deram-se entre as 5h30m e as 6h locais  O templo principal ficou intacto. O "Intelligence Bureau of India" terá alegadamente avisado para a iminência de ataques cerca de 15 dias antes.